# 布賴恩·拉斯梅
布萊恩·拉斯梅（法語：Bryan Lasme；1998年11月14日—）是一位法國足球運動員，在場上的位置是翼鋒。現時被德國足球乙級聯賽球隊沙爾克04外借至瑞士足球超级联赛球隊草蜢。